# Pocolom-Gruppe

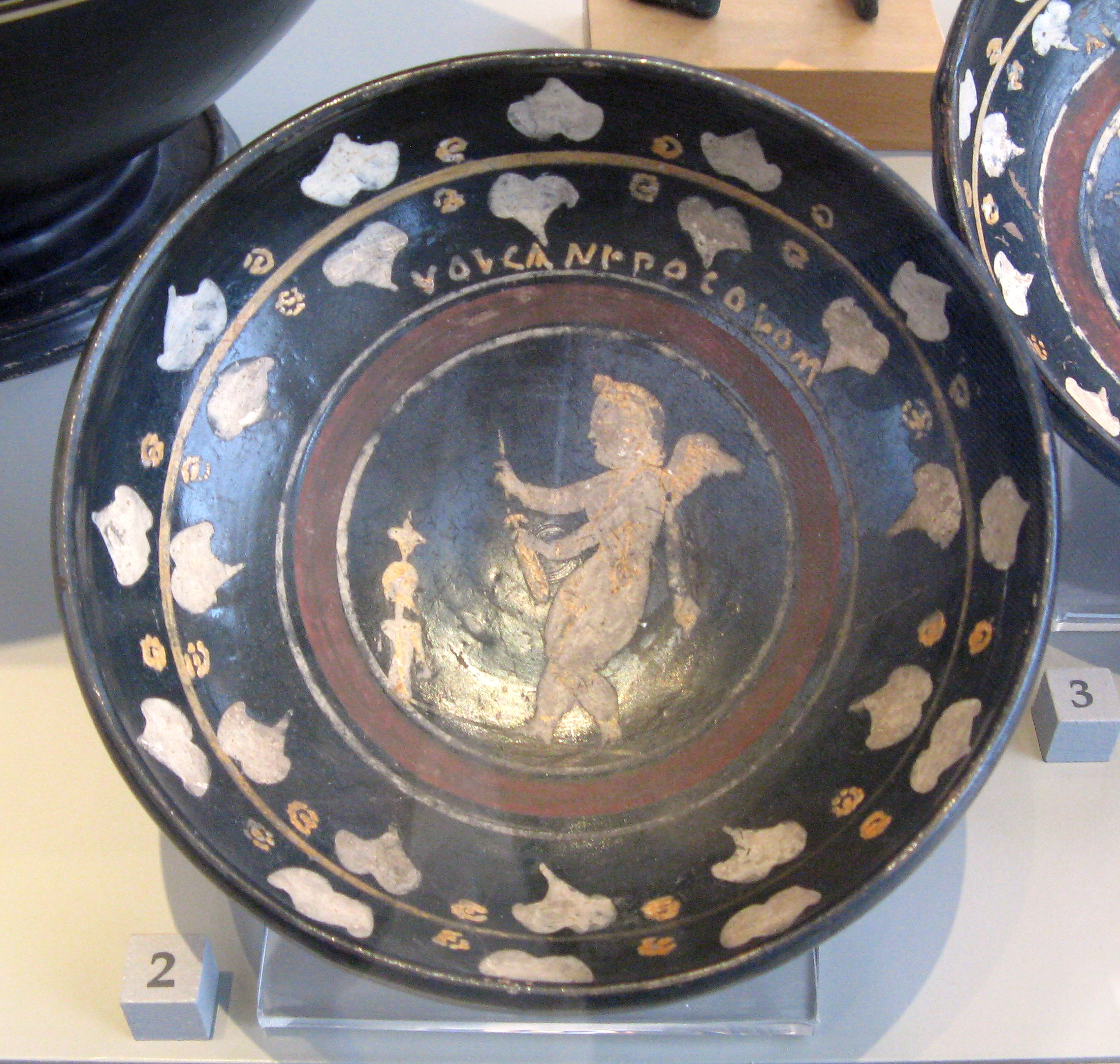
Pocolum-Keramik der Vulkanus-Gruppe in der Antikensammlung Berlin/Altes Museum: Eros mit phrygischer Mütze und Alabastron vor einem Thymiaterion und einer Vulcanus-Beischrift

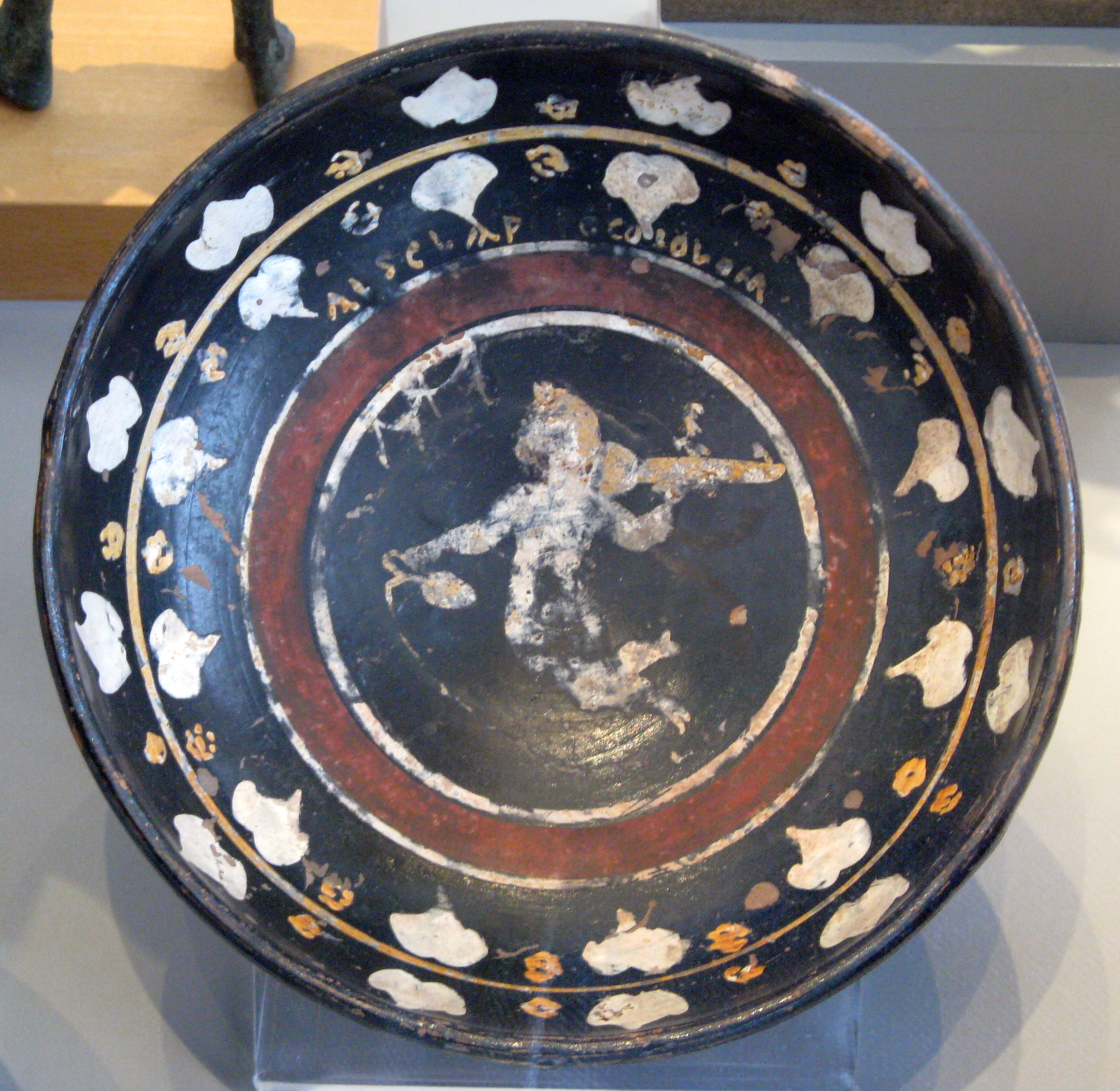
Pocolum-Keramik der Vulkanus-Gruppe in der Antikensammlung Berlin/Altes Museum Berlin: spendender Eros und Aesculapius-Beischrift

Die Pocolom-Gruppe, auch kurz Pocola, ist eine Sondergruppe der etruskischen Keramik, die in enger Verbindung mit der späten Gnathiakeramik steht.
Die Pocolom-Gruppe wurde aufgrund von Beischriften auf Altlateinisch mit dem Bestandteil POCOLOM benannt. Unabhängig von der Gefäßform wurden somit alle Formen der Gruppe als Becher (Pocolum) bezeichnet. Hinzu kommt der Name einer Gottheit im Genitiv, zu denen Asklepios, Bellona, Fortuna, Minerva, Saturnus, Vesta und Vulkan gehören. Die Gefäße der Gruppe sind meist im Stile der Gnathia-Keramik mit weißer, gelber, brauner oder roter Farbe verziert. Heute sind etwa 20 Gefäße bekannt, der Großteil davon sind Schalen, mehrere Oinochoen und Kännchen, eines ein Fragment einer Kanne. John D. Beazley hat 1947 sieben der Pocola mit vier weiteren Gefäßen, die alle zu den sogenannten Formen Lamboglia 27a und 27b gehören, zur Vulcanus-Gruppe zusammengefasst, da die Bilder derselben Malerhand zugeschrieben werden können. Zwei weitere Exemplare könnten dazu gehören. Andere Schalen in ähnlicher Art gehören wohl nicht zu dieser Gruppe, da das übliche Gnathia-Dekor fehlt.

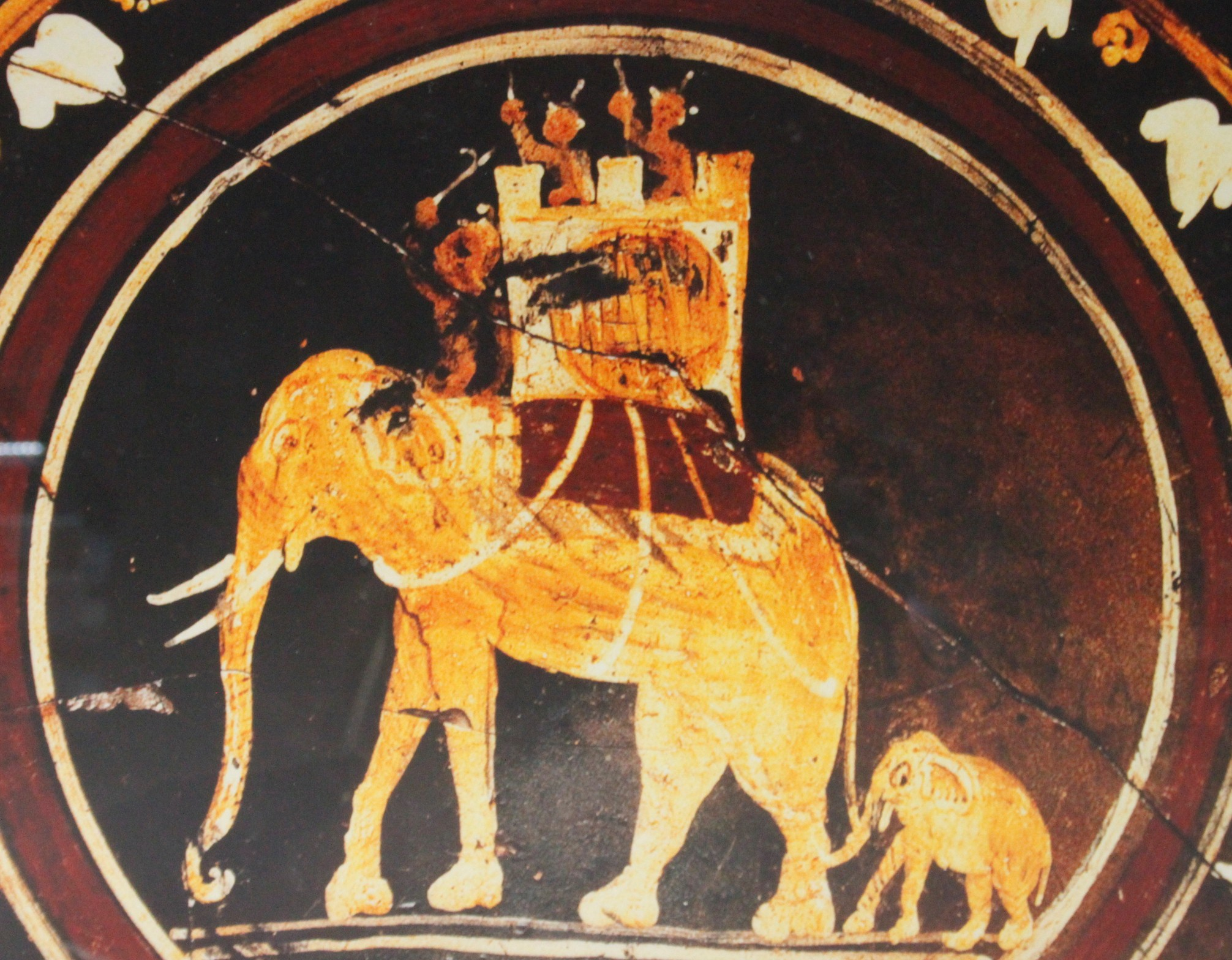
Indischen Elefanten auf einem Pocolum im Museo Nazionale Etrusco di Villa Giulia.

Die Pocola werden in die erste Hälfte des 3. Jahrhunderts v. Chr. datiert. Sie können kaum vor der Zeit um 280/75 v. Chr. datiert werden, da auf mehreren Schalen Indischen Elefanten gezeigt werden, die erstmals von den Streitkräften des Königs Pyrrhos I. im Verlauf des Römisch-Tarentinischen Krieges in Italien eingesetzt wurden. Zudem wurden Fragmente der Pocola in der erst 273 v. Chr. gegründeten Stadt Cosa gefunden. Anders als die Gnathia-Keramik Apuliens muss man die Pocola in Etrurien oder Latium lokalisieren. In Etrurien wird Vulci als Herkunftsort vermutet, in Latium Rom. Auf der Bodenmitte mehrerer der Gefäße sind Ornamente eingestempelt, die zum Teil übermalt wurden. Die Ornamente zeigen vier Rosetten. Die Werkstatt dieser Keramik, die von Jean-Paul Morel Atelier der kleinen Stempelchen benannt wurde, wurde in Rom lokalisiert, womit die Stadt als Produktionsstätte der Keramik angenommen werden muss.
Die Verwendung der Pocola sind unklar. Rudolf Pagenstecher vermutete eine Nutzung als Weihungen in Tempeln für die beischriftlich genannten Gottheiten. Doch haben vergleichbare Gnathia-Teller zwei Löcher, an denen sie aufgehängt werden konnten. Diese Löcher finden sich bei den Pocola nicht. Nur eines der Gefäße kann einem Fundkomplex mit anderen Votivgaben zugeordnet werden. Da es sich um Schalen und Kannen handelt, wurde zuletzt ein Gebrauch als Spendengeschirr beim Symposion angenommen. Möglich ist auch, dass die Gefäße zunächst einem profanen Zweck zugedacht waren, und erst später womöglich in sepulkralem oder religiösen Zusammenhang Verwendung fanden.